# Teatre Calvo-Vico

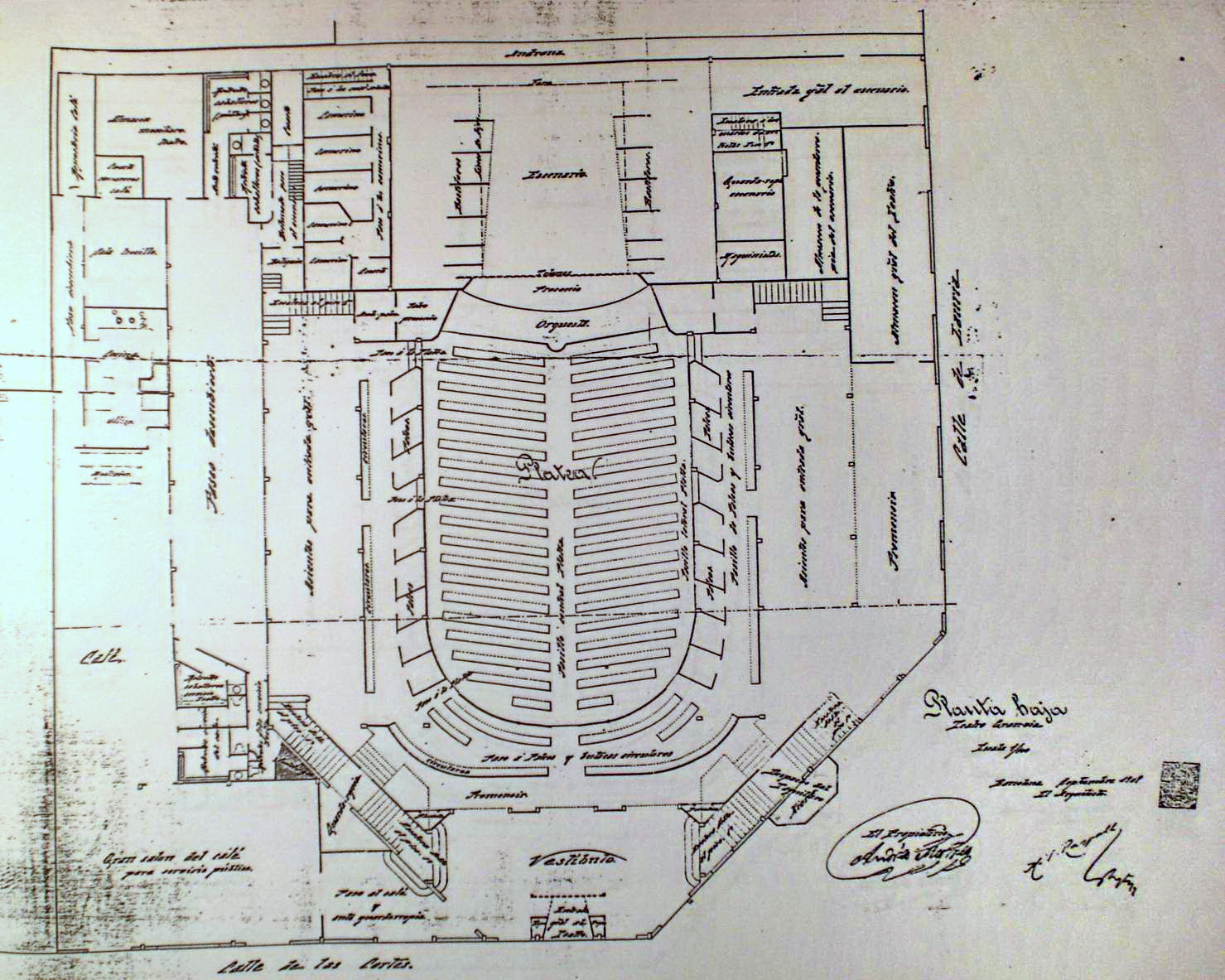
Plànol de la planta de la reforma de 1909

El Teatre Calvo-Vico va ser un teatre de Barcelona que va funcionar entre 1888 i 1918. Estava situat a la Gran Via de les Corts Catalanes fent cantonada amb Roger de Llúria, al lloc on ara hi ha l'Hotel Palace (anteriorment hotel Ritz). També s'hi van arribar a fer projeccions cinematogràfiques.
Inaugurat el 7 de juny de 1888 durant l'Exposició Universal de Barcelona, va anomenar-se així en honor dels actors Rafael Calvo i Antonio Vico, que hi van treballar durant dos mesos immediatament després de la inauguració.
Construït per l'arquitecte Tiberi Sabater, era un teatre de fusta i tenia un aforament de 2.000 localitats. A més de l'entrada principal, una altra entrada des del carrer de Llúria permetia l'accés directe a l'escenari.
El Teatre Calvo-Vico es va estrenar amb la funció El gran Galeoto, drama en tres actes de José Echegaray, un homenatge al teatre castellà, però es va dedicar sobretot a la sarsuela i al teatre musical.
El 1892 morí Rafael Calvo, que fou substituït per Ricardo Calvo, el seu germà. A més d'obres de companyies comicolíriques, hi va programar alguna obra de teatre en català, com la Casa de nines, de Henrik Ibsen, el 1893.
L'any 1893 va ser reformat amb un projecte de l'arquitecte Miquel Madorell, passà a ser gestionat per la Gran Compañía Castellano-Catalana que dirigia Antoni Tutau i tenia Carlota de Mena com a primera actriu i fou reanomenat com a Teatre de la Granvia o Teatre Gran Via. A partir de 1909 va ser reformat amb un projecte de Joaquim Raspall. Va ser finalment enderrocat el 1918 per tal d'edificar-hi l'Hotel Ritz –després Hotel Palace–, inaugurat el 1919.
Vicent Lleó va estrenar-hi les sarsueles El dúo con la sultana (1894) i Las once mil i Señoritas toreras (1895). El 1900 va estrenar-s'hi Choque de trenes, amb música de Federico Alfonso i llibret de Daniel Banquells i Francisco Alfonso.
Després d'un míting anarquista el 5 de febrer de 1893 hi va haver un intercanvi de trets entre els anarquistes i la policia, i a causa d'aquest incident Teresa Claramunt i Antonio Gurri van ser detinguts i empresonats al castell de Montjuïc.
A partir de 1911 al Granvia també s'oferiren esporàdicament sessions de cinema, alternant amb les funcions teatrals i les sarsueles.

## Alguns espectacles[2][5]
Teatre Calvo-Vico
- 1888, El gran Galeoto (drama), de José de Echegaray
- 1888, El alcalde de Zalamea, de Pedro Calderón de la Barca
- 1888, El hijo de hierro y el hijo de carne, de José de Echegaray
- 1888, Lo sublime en lo vulgar, de José de Echegaray
- 1888, 26 de juliol, Mar i Cel, d'Àngel Guimerà, traduïda a l’espanyol per Enrique Gaspar[6]
- 1888, El tonto del panerot (drama valencià), d'Antoni Roig i Civera
- 1889, gener. Château Margaux. Sarsuela de Manuel Fernández Caballero
- 1889, El castillo de San Alberto (drama), de Pedro Baranda de Carrión
- 1889, La corsetera (comèdia), de Francesc Xavier Godó
- 1890, Conflicto entre dos deberes (drama), de José Echegaray
- 1891, La vida es sueño (drama), de Pedro Calderón de la Barca
- 1891, L'hereu Pruna (comèdia), d'Agustí Morer
- 1892, Los amantes de Teruel (drama), de Tirso de Molina
- 1892, 12 de març, Fratricida!, de Joaquim Roig i Grau[7]
- 1892, La ducha o el general Quincoces (comèdia)
- 1892, La esposa adúltera (drama)

Teatre Gran Via
- 1893, La payesa del Montseny
- 1893, Mariana
- 1893, 18 d'agost. La bella chiquita, sarsuela d'Albert Cotó. Estrena
- 1893, María Menotti o la loca de los Alpes, d'Alfredo Moreno Gil
- 1893, Nora (Casa de nines), d'Henrik Ibsen
- 1893, Don Juan Tenorio, de José Zorrilla
- 1893, 9 de desembre, L'escurçó, d'Ignasi Iglesias (estrena).
- 1894, El dúo con la sultana (sarsuela), de Vicent Lleó
- 1895, Las once mil (sarsuela), de Vicent Lleó
- 1895, Señoritas toreras (sarsuela), de Vicent Lleó
- 1900, La balada de la luz (sarsuela), d'Amadeu Vives
- 1900, Choque de trenes (sarsuela), de Vicent Lleó
- 1904, 24 d'abril. Bohemios (sarsuela), d'Amadeu Vives
- 1904, 12 de novembre. El húsar de la guardia (sarsuela), d'Amadeu Vives
- 1908. El talismán prodigioso (sarsuela), d'Amadeu Vives